# سعد الاسمری
سعد الاسمری (عربی: سعد شداد الأسمري؛ زادهٔ ۲۴ سپتامبر ۱۹۶۸) دونده دو استقامت اهل عربستان سعودی بود.